# موزز نوریس جونیور
موزز نوریس جونیور (به انگلیسی: Moses Norris, Jr.) سناتور سابق عضو حزب دموکرات ایالات متحده آمریکا بود. وی در سال ۱۸۴۹ تا ۱۸۵۵ میلادی سناتور ایالت نیوهمپشایر در سنای ایالات متحده آمریکا بود.